# Charles F. Hockett
Charles Francis Hockett (* 17. Januar 1916 in Columbus, Ohio; † 3. November 2000 in Ithaca, New York) war ein US-amerikanischer Linguist. Mit seinen Arbeiten gehört er zu den einflussreichsten Sprachwissenschaftlern der Post-Bloomfield-Ära des amerikanischen Strukturalismus, die häufig als „Distributionalismus“ oder „Taxonomischer Strukturalismus“ bezeichnet wird. Im Verlauf seiner Karriere wurde Hockett zu einem scharfen Kritiker der Methoden und Theorien Noam Chomskys.

## Privatleben
Charles F. Hockett war seit 1942 mit seiner Frau Shirley (geb. Orlinoff) verheiratet. Gemeinsam hatten sie vier Töchter und einen Sohn. Das Ehepaar Hockett war maßgeblich für den Aufbau des Cayuga Chamber Orchestra in Ithaka verantwortlich. In seiner Freizeit beschäftigte sich Hockett mit Musik und komponierte beispielsweise eine Oper mit dem Titel The Love of Doña Rosita.

## Werdegang
Hockett wurde 1939 mit einer Arbeit über die Potawatomi-Sprache an der Yale University promoviert. Dort zählten die später ebenfalls einflussreichen Linguisten Edward Sapir und Benjamin Whorf zu seinen Kommilitonen. Ab 1946 war er Assistent in der Abteilung für moderne Sprachen an der Cornell University, wo er für das Studienprogramm der Chinesischen Sprache zuständig war. Ab 1957 war bis zu seiner Emeritierung 1982 Professor am Institut für Anthropologie. Hockett wurde 1973 zum Mitglied der American Academy of Arts and Sciences und im Jahr darauf zum Mitglied der National Academy of Sciences ernannt. 1986 wurde er außerordentlicher Professor an der Rice University, wo er bis zu seinem Tod im Jahr 2000 aktiv war.

## Wissenschaftliche Beiträge
Hockett definierte 13 Merkmale, die für die menschliche Sprache kennzeichnend seien:
1. Akustisch-auditiver Kanal (vocal-auditory channel)
2. Übertragung und gerichteter Empfang (broadcast transmission and directional reception)
3. Vergänglichkeit (transitoriness)
4. Austauschbarkeit (interchangeability)
5. Vollständige Rückinformation (total feedback)
6. Spezialisierung (specialization)
7. Semanitizität (semanticity)
8. Arbitrarität (arbitrariness)
9. Diskretheit (discreteness)
10. Dislokation (displacement)
11. Produktivität (productivity)
12. Tradierung (traditional transmission)
13. Dualität der Musterbildung (duality of patterning)

## Schriften
- Potowatomi Syntax. Language 15, 235–248. 1939.
- A Manual of Phonology. Baltimore: Waverly Press. 1955.
- A Course in Modern Linguistics. New York: The Macmillan Company. 1958.
- The Origin of Speech. Scientific American 203. 1960.
- The Problem of Universals in Language. In: Joseph H. Greenberg (Hrsg.), Universals of Language. Cambridge, Ma: MIT Press, 1–22. 1963.
- The State of the Art. Den Haag: Mouton. 1968.
- The View From Language. Athens, Ge: The University of Georgia Press. 1977.
- Refurbishing our Foundations. Elementary linguistics from an advanced point of view. Amsterdam: John Benjamins. 1987.